# Xã Corydon, Quận McKean, Pennsylvania
Xã Corydon (tiếng Anh: Corydon Township) là một xã thuộc quận McKean, tiểu bang Pennsylvania, Hoa Kỳ. Năm 2010, dân số của xã này là 275 người.